# Ayuntamiento de Nueva York
El Ayuntamiento de Nueva York (en inglés: New York City Hall), está ubicado en el centro del Parque del Ayuntamiento, en el barrio de Civic Center, en Lower Manhattan, entre Broadway, Park Row y la Calle Chambers. El edificio es, de todos los correspondientes a los Ayuntamientos de los Estados Unidos, el más antiguo. Todavía alberga las funciones gubernamentales del ayuntamiento, como la oficina del Alcalde de Nueva York, y la cámara del Consejo de Nueva York.
Construido entre 1803 y 1812, es un Hito Histórico Nacional de los Estados Unidos, y forma parte del Registro Nacional de Lugares Históricos.

## Historia

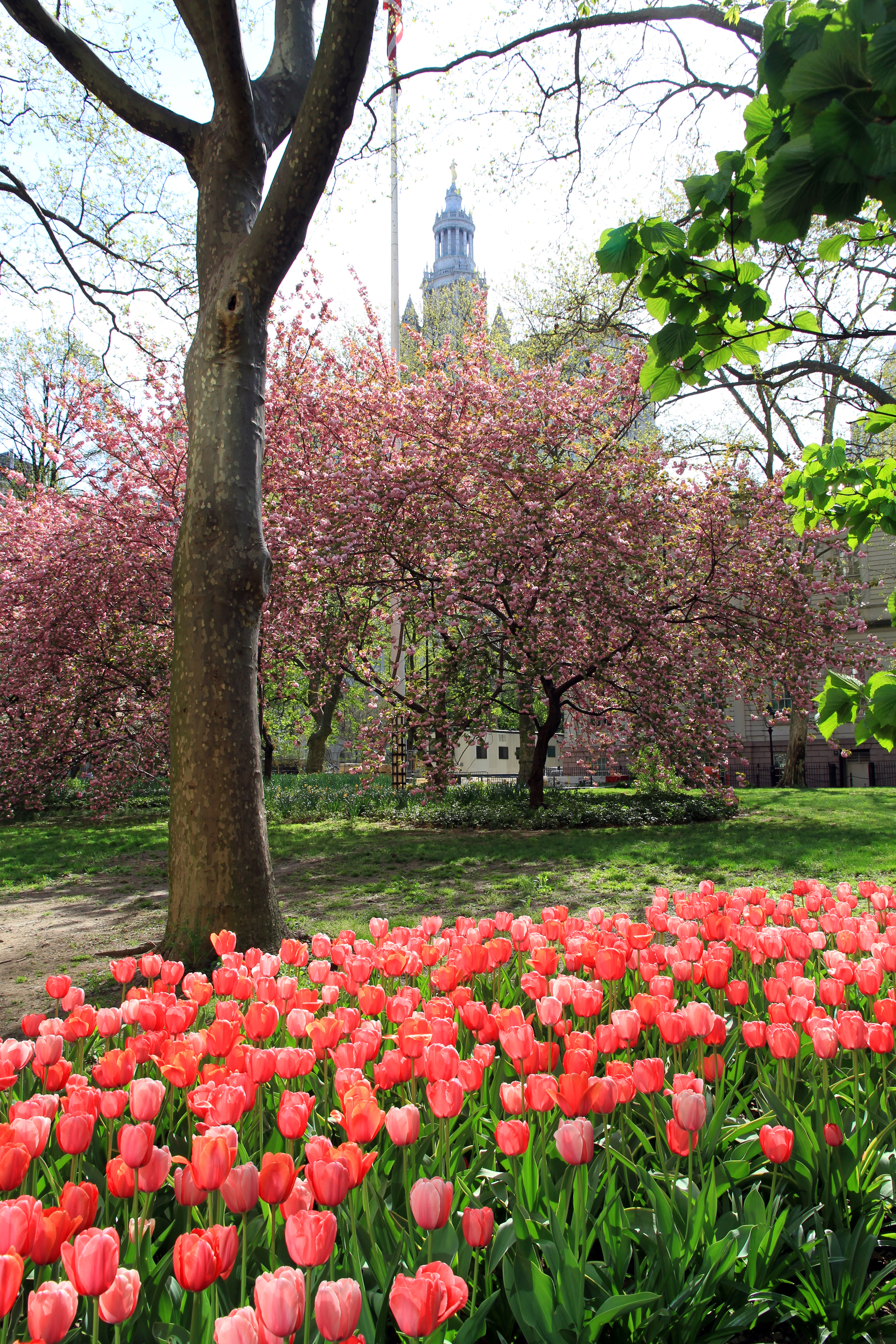
Parque del Ayuntamiento.

El primer ayuntamiento de Nueva York fue construido en el siglo XVII en Pearl Street. El segundo ayuntamiento de la ciudad, construido en 1700, se encontraba a pie de Wall y Nassau Street. Aquel edificio fue renombrado como Federal Hall después de que Nueva York se convirtiera en la primera capital de los Estados Unidos tras la Guerra de la Revolución. La construcción de un nuevo ayuntamiento fue discutida por el Consejo hacia 1776, pero las trabas económicas de la guerra retrasaron el proyecto. El Consejo escogió como lugar una vieja comunidad al norte de los límites de la ciudad, ahora el City Hall Park.
En 1802 la ciudad encargó varios proyectos para la construcción del nuevo ayuntamiento. El primer premio de 350 dólares fue para John McComb Jr. y Joseph Francois Mangin. McComb, cuyo padre había trabajado en el viejo ayuntamiento, era neoyorquino y había diseñado el Castle Clinton en Battery Park. Magnin había estudiado arquitectura en su nativa Francia antes de convertirse en topógrafo en Nueva York en 1795 y publicar un mapa oficial de la ciudad en 1803. Magnin fue también el arquitecto de la Antigua Catedral de San Patricio en Mulberry Street.

La construcción del nuevo ayuntamiento se retrasó después de que el Consejo de la ciudad criticó que el proyecto era demasiado extravagante. En respuesta, McComb y Magnin redujeron el tamaño y usaron brownstone en la parte trasera del edificio (el brownstone junto con la fachada de mármol fue reemplazada por piedra caliza de Alabama desde 1954 a 1956). Conflictos laborales y un brote de fiebre amarilla ralentizaron la construcción. El edificio no estuvo terminado hasta 1811 y abrió oficialmente en 1812.

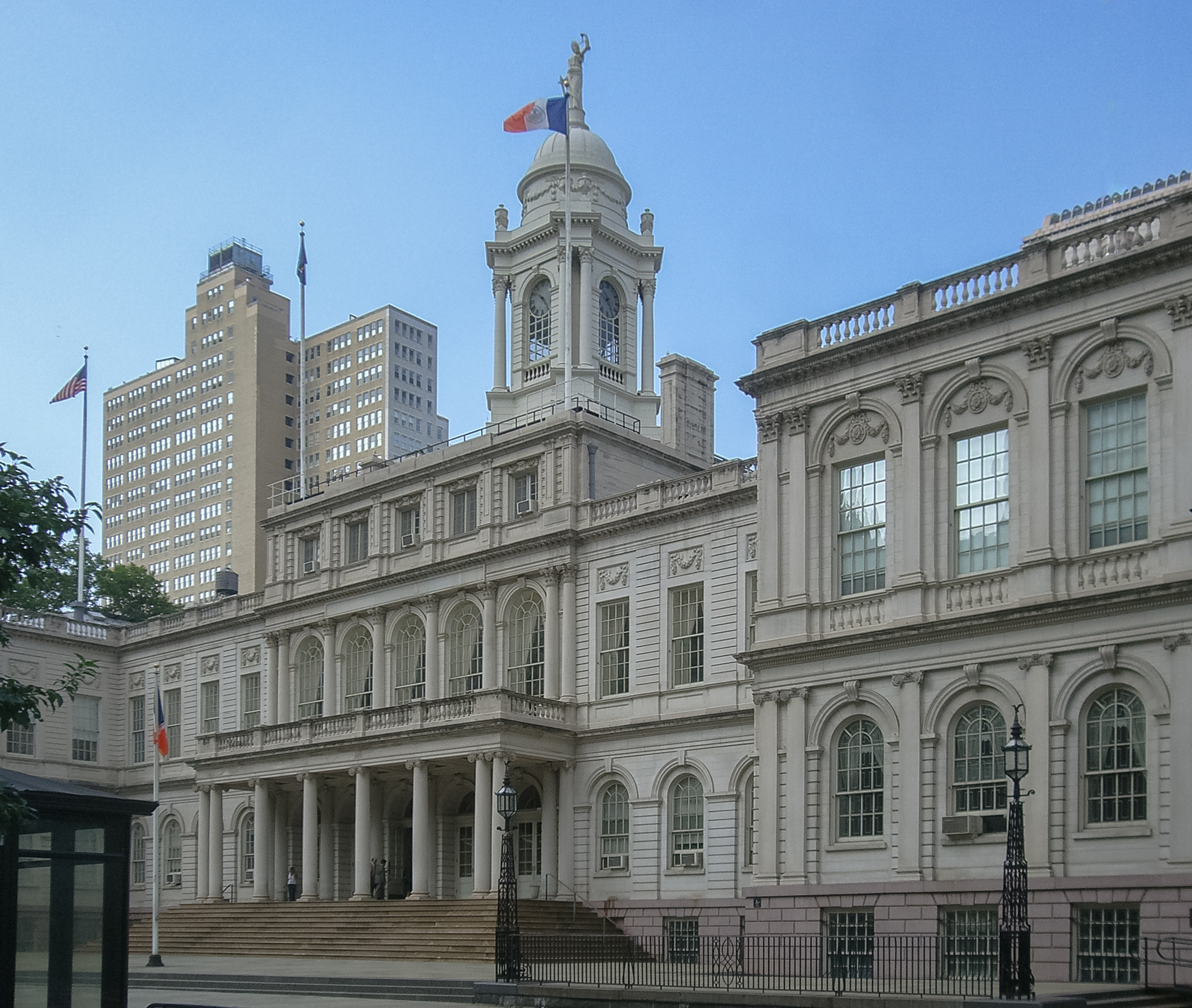
Fachada.

La Governor's Room hospedó al presidente Abraham Lincoln en 1861 y su ataúd fue puesto en el rellano de la escalera cuando él fue asesinado en 1865. La Governor's Room acoge también una de las más importantes colecciones de retratos estadounidenses del siglo XIX y artículos notables como el escritorio de George Washington. Hay 108 cuadros de finales del siglo XVIII hasta el XX. El New York Times lo calificó como «casi sin rival como conjunto, con algunas obras maestras». Las recepciones oficiales se realizan en la Governor's Room, la cual ha hospedado a diversos dignatarios incluyendo el Marqués de Lafayette y Albert Einstein. La histórica Blue Room es donde los alcaldes de Nueva York han estado dando ruedas oficiales de prensa durante décadas y es comúnmente utilizada para la firma de proyectos de ley.
El estilo arquitectónico del City Hall combina dos famosos movimientos históricos: Renacimiento francés (diseño exterior) y Américo-Georgiano (diseño interior). El edificio consta de un pabellón central con dos alas proyectadas. El diseño del City Hall estuvo influenciado en, por lo menos, dos estructuras cívicas: el Tweed Courthouse y el Surrogate's Courthouse. La entrada, que se alcanza después de una larga escalera, ha destacado en varios eventos durante más de un siglo y medio. La torre abovedada fue reconstruida en 1917 después de dos incendios.